# House's Head
«House's Head» (conocido en España como «La cabeza de House» y en Hispanoamérica como «En la cabeza de House») es el décimo quinto episodio de la cuarta temporada de la serie de televisión estadounidense House M. D., se estrenó el 12 de mayo de 2008 por Fox en los Estados Unidos. Es la primera parte del final de temporada, siendo la segunda «Wilson's Heart». Escrita por varios de los productores de House y dirigido por Greg Yaitanes.
El episodio se centra alrededor del Dr. Gregory House (Hugh Laurie), quien, después de estar involucrado en un accidente en un autobús, tiene un vago recuerdo de alguien "que va a morir". House intenta averiguar la identidad de esta persona. Una mujer (Ivana Miličević), quien dice ser "la respuesta", lo guía en sus alucinaciones sobre el accidente. Eventualmente se da cuenta de que "la respuesta" es Amber Volakis (novia de Wilson, interpretada por Anne Dudek), quien estuvo en el autobús durante el accidente. El episodio termina con un cliffhanger, sin revelar si Amber sobrevivió.
"House's Head" fue visto por 14.84 millones de espectadores, haciendo a House el noveno programa más visto de la semana. El episodio, y particularmente la escena del striptease de Cuddy (Lisa Edelstein), tuvieron críticas positivas. Fue nominado a dos Premios Emmy; Greg Yaitanes fue nominado en la categoría de "Mejor dirección - Serie dramática", y Hugh Laurie a "Mejor actor - Serie dramática".

## Trama
El episodio comienza en un club de striptease donde House tiene un lap dance. Ebrio, desorientado, con dolor de cabeza y una herida en la misma, tiene una pequeña visión diciendo que "alguien va a morir". Cuando deja el club, se topa con un escenario de accidente por un autobús volcado, del que presumiblemente él formaba parte. De vuelta en el Hospital Universitario Princeton-Plainsboro, a House le diagnostican una conmoción cerebral  y amnesia postraumática. Este le ordena a su equipo que revisen al chofer del autobús, pues House sugiere que tuvo una convulsión, la cual, de acuerdo a su diagnóstico, fue la causa del accidente. El Dr. Robert Chase (Jesse Spencer) le realiza una hipnosis médica a House para estimular su memoria, en ese momento, se encuentra a sí mismo en un bar, ebrio y solo. Chase, el Dr. James Wilson (Robert Sean Leonard) y su novia, Amber Volakis (Anne Dudek), lo guían a través de la alucinación, y la única persona que recuerda es al camarero (Fred Durst), quien lo obliga a tomar el autobús quitándole sus llaves. 
Mientras el equipo investiga la condición del conductor, House ingiere una sobredosis de vicodin y comienza a alucinar, viendo a una mujer (Ivana Miličević) que no estuvo en el accidente. Sin embargo, antes de que pudiera hablar con ella, Wilson despierta a House para hacerle una resonancia magnética. Cuando regresa a la alucinación, la Dra. Lisa Cuddy está con él. Mientras discuten las posibles enfermedades del conductor, se da cuenta de que están en su mente y le dice a Cuddy que le haga un striptease. Cuddy obedece, pero antes de que se quite el brasier, se da cuenta de que está distrayendo a House, y se detiene. La mujer de la alucinación anterior regresa y se presenta como "la respuesta". Le dice a House que "vea" los pies del conductor, lo que interpreta como la enfermedad de Parkinson. Cuando el conductor necesita una intubación a causa de una embolia pulmonar, House nota un reciente trabajo dental en él. Lo cual le hace creer que una burbuja de aire fue accidentalmente inyectada en su torrente sanguíneo a través de las encías, lo cual explicaría todos los síntomas. La burbuja es extraída, y el paciente se salva. House cree que se acabó, pero durante un sueño que tuvo esa noche, le hace darse cuenta de que el conductor no es el paciente en el que vio el supuesto síntoma. 
En un nuevo intento por recuperar su memoria, House recrea el accidente con la ayuda de su equipo. Durante la recreación ingiere una sobredosis de fisostigmina, un medicamento contra el Alzheimer, y tiene una analepsis sobre el accidente antes que éste pasara. "La respuesta" le pregunta de qué está hecho su collar. House responde que está hecho de resina, pero "la respuesta" insiste en la pregunta. Finalmente, al responder que estaba hecho de ámbar (amber en inglés), "la respuesta" se transforma en Amber Volakis, Cuddy y Wilson lo reaniman de un paro cardíaco producido por la sobredosis y House, después de reaccionar,  inmediatamente le dice a Wilson que la vida de Amber está en peligro. En el accidente, ella se perfora la pierna con un tubo y House la ve siendo llevada a una ambulancia —a continuación, House se desmaya, causando su amnesia a la vez que el argumento del episodio—. Wilson dice que no ha hablado con ella desde el accidente. House identifica a Amber con la paciente desconocida "Jane Doe #2" por el asiento ocupado, y "Trece" (Olivia Wilde) revisa la lista de los heridos en el accidente y ve que Jane Doe #2, internado en otro hospital, encaja efectivamente con las características de Amber.

## Producción

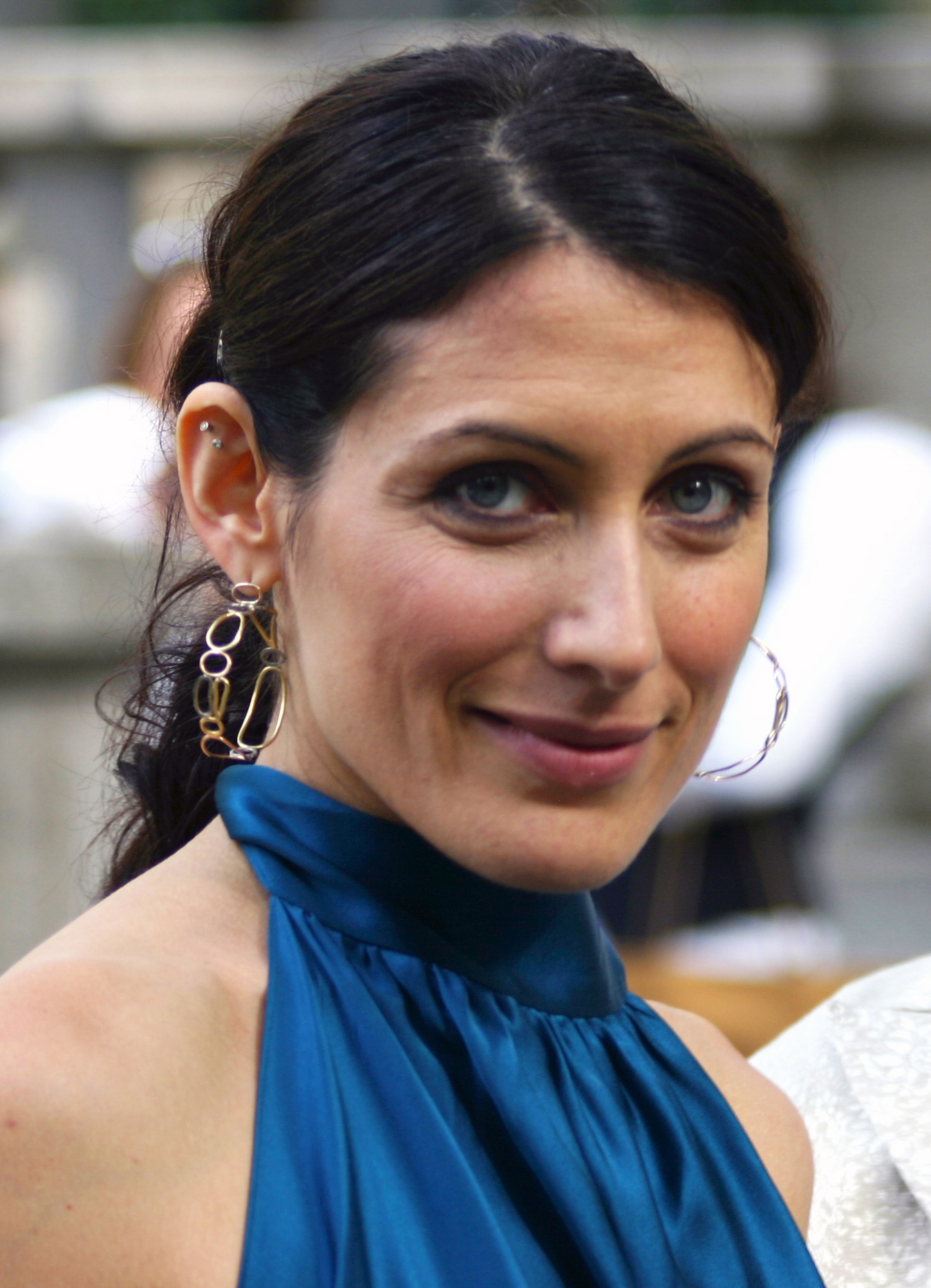
La actriz Lisa Edelstein, quien interpreta a Lisa Cuddy, hizo un striptease en el episodio.

"House's Head" fue el cuarto episodio de House dirigido por Greg Yaitanes y además, estuvo escrito por Peter Blake, David Foster, Russel Friend, Garrett Lerner y Doris Egan. La productora ejecutiva Katie Jacobs dijo que el final de temporada fue "un poco diferente" en relación con los episodios anteriores. El estreno de "House's Head" estaba programado para ir después del Super Bowl XLII, pero debido a la huelga de guionistas en Hollywood de 2007-2008 el episodio fue atrasado, y el episodio de la cuarta temporada "Frozen" fue emitido en su lugar. La camisa que House usa en el episodio, que muestra a un esqueleto tomando café, y dice "Coffin Break", fue creado por un diseñador llamado "Taavo".
Cuando Lisa Edelstein se enteró de que iba a realizar una escena de un striptease, llamó a la actriz Sheila Kelley, esposa de Richard Schiff (con quien ya había trabajado en The West Wing y Relativity) para que le ayudara a realizar dicha escena. Edelstein comentó: "Es muy interesante lo que pasa en el episodio, ya que está hecho desde la perspectiva de House en su totalidad". Antes de la filmación de dicha escena, le mostró el baile a Hugh Laurie, quien, de acuerdo con ella, se veía "como si fuera una porrista". Después de que la escena fue filmada, dijo sentirse "hermosa", y que "resultó ser una buena experiencia".
Greg Yaitanes describió al coordinador Jim Vickers como "crucial" para la filmación de la escena del accidente del autobús. La escena fue filmada en un estudio usando una "spinning wheel" (al que Anne Dudek se refería como un "gadget"). Este gadget estuvo principalmente atrás del autobús, y podía ser girado 360 grados para incrementar la autenticidad de la escena. Para el resto del autobús, se usó una pantalla verde. Las escenas involucradas con Anne Dudek fueron filmadas en un momento diferente, usando efectos de luz y personas simulando el accidente.

## Recepción

### Audiencia
El episodio se estrenó en Estados Unidos el 12 de mayo de 2008 a través de la cadena Fox. Fue visto por 14.84 millones de espectadores, y tuvo un porcentaje del 5.8 sobre 14, de acuerdo a los Nielsen ratings. Fue el segundo programa más visto de esa noche, siendo solo superado por Dancing with the Stars. En la semana del 11 al 18 de mayo de 2008, "House’s Head" fue el noveno episodio más visto. El show fue visto por 15.02 millones de espectadores en la televisión de formato Live + SD, En Australia se estrenó el mismo día que en Estados Unidos, pero a través de la cadena Network Ten, donde fue visto por 1.43 millones de personas.  En Canadá, se estrenó en Global Total, también el 12 de mayo; 1.7 millones de espectadores vieron el episodio en Reino Unido por la cadena Five durante el 26 de junio de 2008.

### Crítica

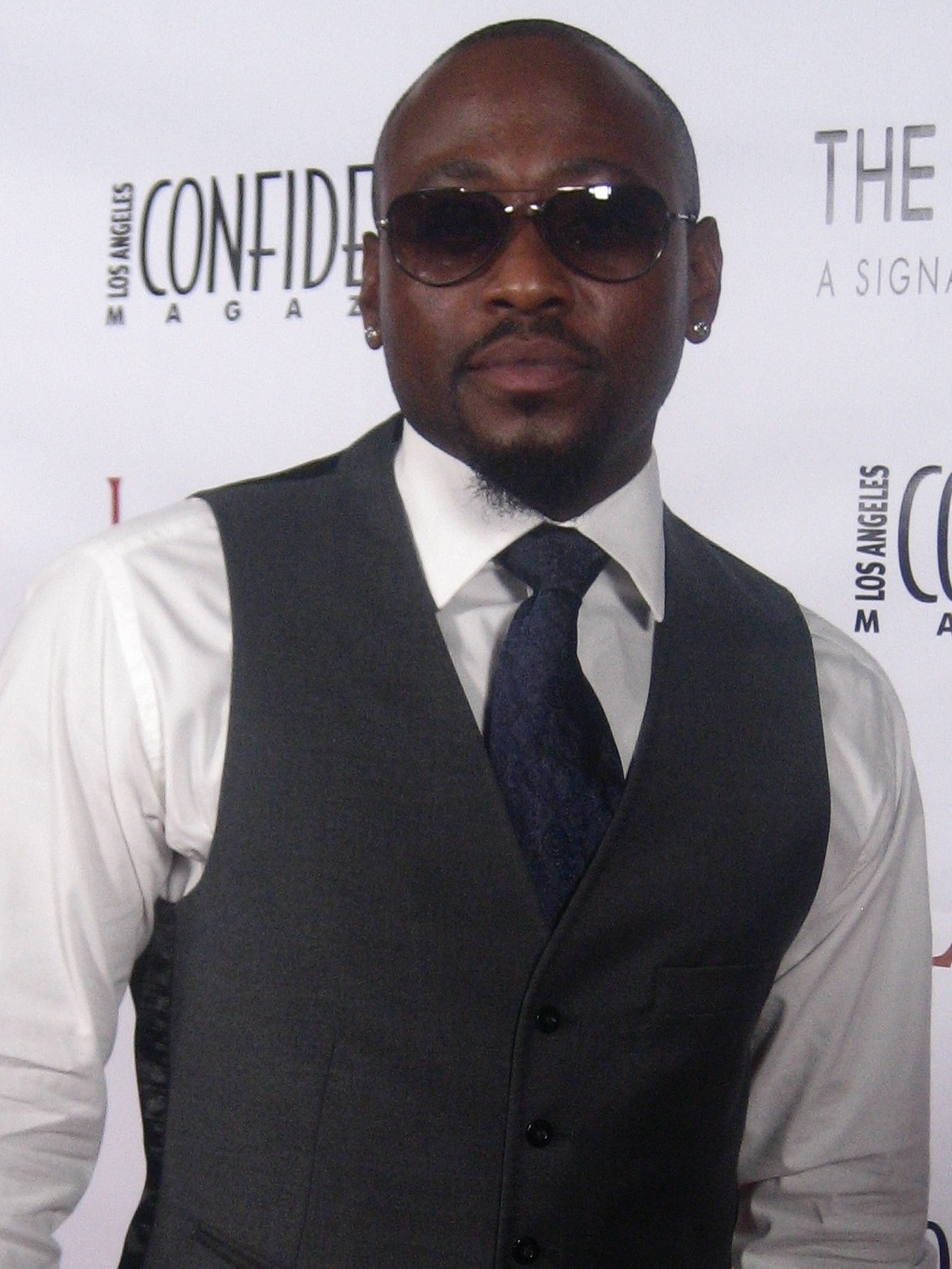
"House's Head" y "Wilson's Heart" son los episodios favoritos de Omar Epps.

"House's Head" fue bien recibido por los críticos. Sara Morrison, de Television Without Pity, comentó sobre la escena en donde House recupera sus recuerdos como "Los diez mejores minutos que pudieras ver en la [historia de la] televisión". También estuvo complacida con la escena de la hipnosis, ya que Morrison le dio a Chase "algo que hacer"; por ello calificó al episodio con una calificación de "A+". Michelle Romero, de Entertainment Weekly, dijo que podía ver "House's Head" dos veces y gustarle tanto como la primera vez. Gina Dinunno de TV Guide declaró que "Es todo lo que me imagine: brillante, sarcástico, confuso; ¡inclusive sucio! Hicieron un maravilloso trabajo dejándonos con ese cliffhanger". Alan Sepinwall, de The Star-Ledger, comparó el episodio con el final de la segunda temporada de House: "No Reason". Dijo además que el episodio tuvo "muchas cosas curiosas", especialmente a las escenas donde se muestran las pistas que "la respuesta" le daba a House.
James Chamberlin, de IGN, dijo esperar que la segunda parte del final de temporada fuera igual de buena que la primera, y también que las escenas que involucraban a "la respuesta" le recordaron a The Matrix. Chamberlin le dio al episodio una puntuación de 9.5, siendo el estándar de 10 como la más alta posible a obtener. Barbara Barnett, de Blog Critics, alabó las interpretaciones de Hugh Laurie y Lisa Edelstein. También dijo que aunque hubo muchos "momentos memorables" en el episodio, la escena del accidente fue "intensa", y que "se [podía] sentir la tensión". Aunque Maureen Ryan de Chicago Tribune y de The Watcher, pudo "predecir" la trama en medio del episodio, hubo "muchos otros momentos agradables". Jennifer Godwin de E! dijo que el episodio "[es] fácilmente uno de los mejores finales de temporada dentro de la serie". También, muchos críticos estuvieron sorprendidos de la aparición de Fred Durst como camarero en uno de los flashbacks de House.
La escena en la que Lisa Cuddy hace un striptease obtuvo críticas positivas. Mary McNarma, de Los Angeles Times, dijo que esas escenas eróticas "en tan solo tres minutos valían la pena [verlas para] gastar en Tivo". James Chamberlin de IGN nunca esperó que Edelstein hiciera un striptease, aunque lo deseaba. En el comentario del DVD de la cuarta temporada, Jesse Spencer, Lisa Edelstein y Omar Epps dijeron que "House's Head" y "Wilson's Heart" son sus episodios favoritos de House.

### Premios
Los miembros del elenco, de entre los que se pueden citar a Lisa Edelstein, Jesse Spencer y Hugh Laurie fueron nominados por realizar el episodio a los Premios Primetime Emmy, en las categorías de "Mejor actriz - Serie dramática", "Mejor actor de reparto - Serie dramática" y "Mejor actor - Serie dramática", respectivamente. Peter Blake, David Foster, Russel Friend, Garrett Lerner y Doris Egan —los escritores del episodio—, nominaron al episodio para la categoría de "Mejor guion - Serie dramática". También consideraron que podía entrar a la categoría de "Mejor dirección - Serie dramática", para que lo recibiera Greg Yaitanes. Hugh Laurie y Greg Yaitanes fueron nominados. Yaitanes ganó, pero Laurie perdió el premio contra Bryan Cranston por su interpretación en Breaking Bad de AMC.